# Караев, Георгий Николаевич
Георгий (Юрий) Николаевич Караев (24 июня 1891, Петергоф — 14 мая 1984, Ленинград) — советский военный историк, генерал-майор (1949), кандидат военных наук, доцент, писатель.
Являлся одним из немногих советских генералов, бывших беспартийными.

## Биография
Родился в семье осетина, выходца из Северной Осетии, героя сербско-турецкой и русско-турецкой войн, награждённого 17 русскими, болгарскими, сербскими, румынскими орденами, Георгиевского кавалера, генерала Дудара (Николая) Караева (ум. 1919) и дворянки Ольги Николаевны Лапшиной.
Окончил с золотой медалью гимназию в Петербурге (1910). Окончил Павловское военное училище (1912), был выпущен подпоручиком в 145-й Новочеркасский пехотный полк. В Первую Мировую войну Караев выступил командиром роты вышеуказанного пехотного полка, участвовал в боях на реке Неман. Весной 1915 года принимал участие в боях на реке Нарев и в последующем отступлении и арьергардных боях под Варшавой и на подступах к Минску.
Участник Октябрьской революции и гражданской войны, в годы Великой Отечественной войны был в рядах защитников Ленинграда.
В начале восьмидесятых я прямо спросил у Георгия Николаевича, что побудило его примкнуть к большевикам. Караев честно ответил: «Видишь ли, тогда все наши подались на Дон, к Краснову. А куда мне после контузии? Но ведь я тогда ничего не умел, кроме как воевать. И тут как раз объявили набор в Красную Армию…»
В 1918 году добровольно вступил в Красную Армию. В годы гражданской войны начальник оперативного штаба 12-й и 13-й армий Южного и Кавказского фронтов.
В 1925 году окончил Высшие курсы командного состава «Выстрел».
Работал начальником кафедры истории военного искусства Военно-транспортной академии РККА.
С 1955 года в отставке.
В 1959—1963 руководил комплексной научной экспедицией Института археологии Академии наук СССР на Чудском озере для определения места Ледового побоища.
Один из основателей общества советско-болгарской дружбы, созданного в Москве с 1958 году. Был членом правления общества и председателем правления Ленинградского отделения этого общества.
Похоронен в Санкт-Петербурге на Богословском кладбище вместе с сыном Олегом и 1-й женой.

## Награды
Награждён орденом Ленина, двумя орденами Красного Знамени, медалями «За оборону Ленинграда», «За победу над Германией», другими медалями.
Иностранные награды: орден «Георгий Димитров» (НРБ, 1966), памятная юбилейная медаль в честь 100-летия Георгия Димитрова (1983).

## Книги

### Туризм
- Караев Г. Н. По следам гражданской войны: На нашем Севере и Северо-Западе. (1919—22 гг.) / Предисл.: В. Беспамятнов. — Л.; М.: Физкультура и туризм, 1932. — 104 с.
- Караев Г. Н. Военизированные путешествия. — М.; Л.: Физкультура и туризм, 1932. — 56 с.
- Караев Г. Н. Турист — военный разведчик / Обл.: Г. Д. Епифанов; Ил.: Ю. Д. Скалдин. — М.: Физкультура и туризм, 1932. — 144 с. — (Туризм и оборона СССР).
- Караев Г. Н. Турист — военный топограф. — М.: Физкультура и туризм, 1933. — 181 с.
- Караев Г. Н. Турист — снайпер. — М.: Физкультура и туризм, 1933. — 200 с.
- Караев Г. Н. По следам гражданской войны в СССР. Туристические путешествия. М.-Л., Физкультура и спорт, 1940. — 216 с. — 1200 экз.
- Караев Г. Н. К Вороньему Камню. — Л.: Лениздат, 1967. — 60 с. — (Туристу о Пскове). — 17 000 экз.

### Основные исторические труды
- Борьба за Красный Петроград. 1919 г. М., 1938. 88 с.
- Караев Г. Н. Разгром Юденича в 1919 году. — М.: Воениздат, 1940. — 236 с.
- Разгром белофинского плацдарма. Л., 1941. 160 с.
- Караев Г. Н. Возникновение службы военных сообщений на железных дорогах России (1851—1878) / Предисл. ген.-лейт. техн. войск А. В. Добрякова. — М.: Воениздат, 1949. — 108 с.
- В боях за Петроград. Разгром Юденича в 1919 году. М., 1951. 239 с.
- Военное искусство древнего Китая. М., 1959. 216 с.
- Караев Г. Н. Грюнвальдская битва 1410 года. — М.: Воениздат, 1960. — 52 с.
- Караев Г. Н., Яблочкин Ю. Н., Воробьёв Т. И. По местам боевой славы: Ленинград и Ленинградская область. — Л.: Лениздат, 1962. — 468 с. — 25 000 экз.
- Караев Г. Н. Благоев в Петербурге. — Л.: Лениздат, 1966. — 64 с. (см. Благоев, Димитр)
- Караев Г. Н. Во имя свободы. — Орджоникидзе: Ир, 1979. — 72 с.

### Художественные произведения
- Караев Г. Н., Успенский Л. В. Пулковский меридиан: Роман / Худож. А. Пруцкий. — М.; Л.: Детиздат, 1939. — 436 с. — 25 000 экз.
- Караев Г. Н., Успенский Л. В. 60-я параллель: Роман / Рис. А. Карасика. — Л.: Детгиз, 1955. — 728 с.
  - Караев Г. Н., Успенский Л. В. Шестидесятая параллель: Роман. — М.: Воениздат, 1958. — 860 с.
- Караев Г. Н., Потресов А. С. Загадка Чудского озера / Худож. Т. М. Рейн. — М.: Молодая гвардия, 1966. — 256 с. — 65 000 экз.
  - Караев Г. Н., Потресов А. С. Загадка Чудского озера. — 2-е изд. — М.: Молодая гвардия, 1976. — 240 с. — 100 000 экз.
- Караев Г. Н., Потресов А. С. Путём Александра Невского. — М.: Молодая гвардия, 1970. — 160, [32] с.
- Караев Г. Н. На перекрёстках столетий: Повесть / Лит. ред. Ю. Осипов; Худож. Т. Рейн. — М.: Молодая гвардия, 1981. — 192 с. — (Стрела). — 100 000 экз.
- Караев Г. Н. Становление: Роман-хроника / Лит. запись В. Потресова; Худож. Г. Ж. Темирканов. — Орджоникидзе: Ир, 1989. — 264 с. — ISBN 5-7534-0107-4.